# Paolo Pinna Parpaglia
Paolo Pinna Parpaglia (Cagliari, 4 dicembre 1974) è uno scrittore e avvocato italiano.

## Biografia
Nipote di Pietro Pinna Parpaglia, esordisce nella narrativa con il romanzo legal thriller "Verità Processuale" (Edizioni la Zattera - 2015). Segue nel 2016 il romanzo  giallo "Marghine" (Edizioni la Zattera - 2016) vincitore del premio letterario Osilo - 2018. I diritti di questi romanzi vengono acquisiti dalla casa editrice romana Newton Compton che li pubblica con i titoli "Quasi Colpevole" (2018) e "Quasi Innocente" (2019). Con "Storia della Piccola Storiella" vince il premio Le Favole della sera (2016) Bologna. Nel 2020 ‘Quasi innocente’ è stato pubblicato su audible.

## Opere

### Romanzi e racconti
- Verità processuale, La Zattera, 2015. ISBN 9788894088007
- Marghine, La Zattera, 2016. ISBN 9788890002359
- Quasi colpevole, Newton Compton, 2018. ISBN 9788822719980
- Quasi innocente, Newton Compton, 2019. ISBN 9788822730398
- Vendetta privata, Newton Compton, 2020. ISBN 9788822739704
- Inviato a giudizio, Newton Compton, 2021. ISBN 9788822755193
- Chi ha ucciso Desiré Bellanova?, Newton Compton, 2022. ISBN 9788822764010
- Il quarto testimone, Newton Compton, 2023. ISBN  9788822775726
- La Morte si chiama Madame, Newton Compton, 2023. ISBN 9788822781031
- Il mistero di Tavolara, Newton Compton, 2024. ISBN 9788822784933
- Delitti allo specchio, Newton Compton, 2025. ISBN 9788822781055

### Favole per bambini
La Storia della Piccola Storiella, 2016, (vincitrice del premio "Le favole della sera", Bologna 2016).
Una Foglia, 2021, (vincitrice del 54º premio "H.C. Andersen - Baia delle Favole", categoria scrittori professionisti, Sestri Levante 2021).